# Beleg van Ladysmith

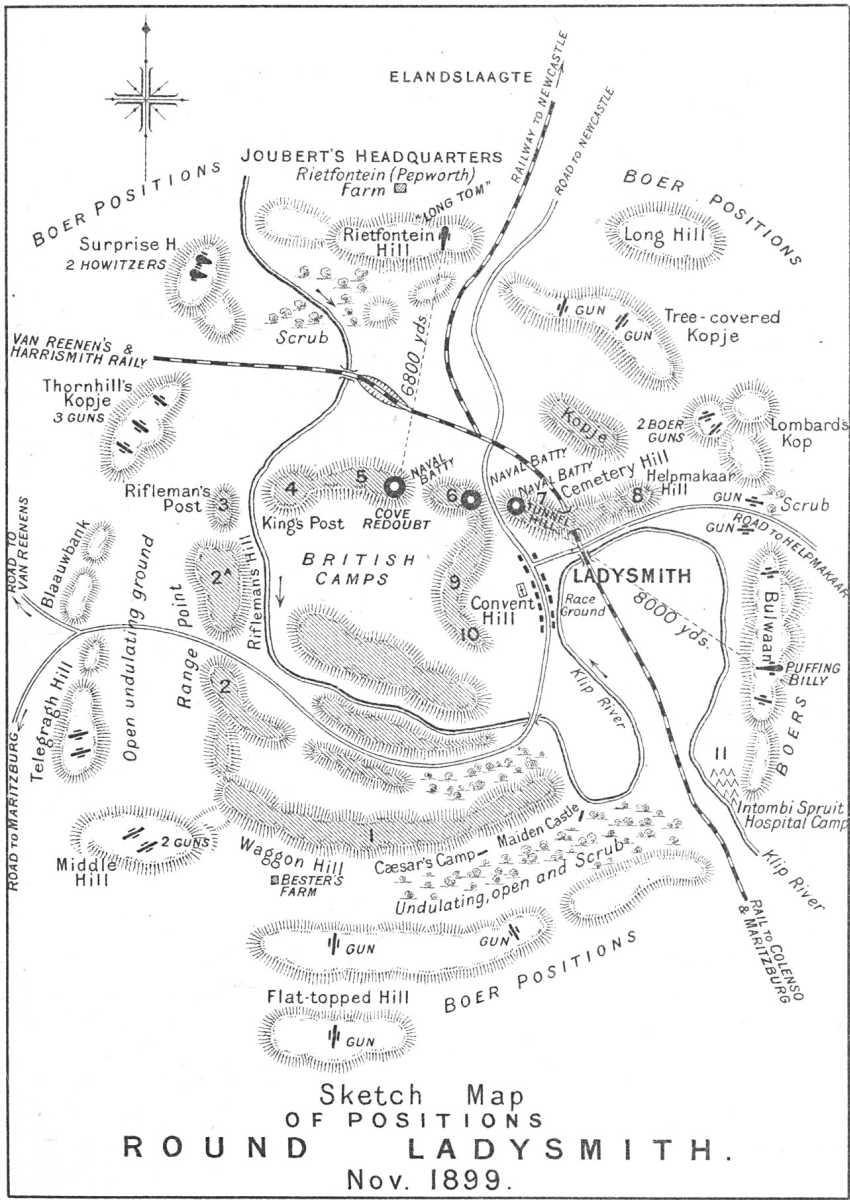
kaart

Het beleg van Ladysmith was een langdurige belegering van een Brits garnizoen, in de Tweede Boerenoorlog, die plaatsvond tussen 2 november 1899 en 28 februari 1900. Gedurende een groot deel van de tijd was het garnizoen talrijker dan de belegeraars. 
Na diverse tegenslagen als gevolg van het Boerenoffensief (o.a. Slag bij Talana Hill) trok een Britse legereenheid zich  terug op haar basis in Ladysmith, een plaats gesticht in 1850, in de toenmalige Britse kolonie Natal. De belangrijkste componenten van het garnizoen waren een macht van tienduizend onder generaal White die net in zuidelijk Afrika aangekomen waren, en de restanten van een al langer aanwezige veel kleinere macht die na de Slag bij Talana Hill afgedropen was en met alleen wat de troepen zelf dragen konden de stad had weten te bereiken. Na een mislukte tegenaanval door de Britten (slag bij Ladysmith, 30 oktober 1899) omsingelden de Boeren de stad en probeerden een enkele keer de stad daadwerkelijk in te nemen. Dit mislukte. 
Het beleg op zich was mogelijk een strategische fout van beide kanten, omdat bij het begin van het beleg er in zuidelijk Afrika verder geen (niet-geëngageerde) Britse troepen waren en er de Boeren weinig of niets in de weg stond om verder op te rukken, naar de havensteden. De enige kans die de Britten hadden was de aanvoer van nieuwe troepen via die havensteden; als de Britten de kans kregen nieuwe troepen aan te voeren uit de rest van het Britse Rijk was de oorlog voor de Boeren eigenlijk niet te winnen. Maar vanuit de Boeren gezien liep het offensief niet goed met onverwachte verliezen bij Talana Hill en Elandslaagte (beide door eigenwijsheid van Boerenaanvoerders), en vonden veel Boeren dat de oorlog nu wel gewonnen was: zij gingen naar huis. De commandant van het Boerenleger, Joubert, wist eigenlijk nooit hoe groot zijn leger op dat moment was. Ook begonnen rond deze tijd Britse troepen aan te komen; de kans om de havensteden aan te vallen werd met de dag kleiner.
Ook aan Britse kant was het beleg een strategische fout. De positie was niet heel verdedigbaar, en, erger, het legde de Boeren heel weinig in de weg om door te trekken Natal in. Dit terwijl niet veel verderop er een natuurlijke verdedigingslinie lag in de vorm van de rivier de Tugela. Generaal White wilde de legervoorraden niet achterlaten en had nog ergens de hoop het Boerenoffensief tot staan te brengen door hen een verpletterende nederlaag toe te brengen. De Britse voorbereiding op het beleg was niet heel consciëntieus. Deel van de reden dat het beleg zo zwaar was lag in het feit dat de burgerbevolking niet geëvacueerd werd, alhoewel daar wel ruim gelegenheid voor geweest was: Ladysmith lag ook toen al aan een spoorlijn. Ook had hij op zijn minst de cavalerie terug kunnen trekken, die in de verdediging minder waardevol waren dan in het komende offensief van de Britse troepen die binnenkort aan zouden komen.
Bekend uit het beleg is een bericht van generaal Buller, op dat moment opperbevelhebber in zuidelijk Afrika. Na de Slag bij Colenso, stuurde Buller een (ondoordacht) bericht dat er de komende maand geen ontzetting van Ladysmith te verwachten was, en dat als ze het niet konden volhouden ze zich maar over moesten geven. Buller had al maanden van tevoren betoogd dat Ladysmith strategisch een rampzalige positie was, en daarin gelijk gekregen. In de pers is dit bericht vaak weergegeven als opdracht om zich over te geven, terwijl het de bevelvoerend generaal de keuze liet (er was overigens zeer regelmatig contact, en de volgende dag kwam er al meer informatie).
Het beleg geldt als deprimerend, maar niet zeer gruwelijk, ook al moesten de belegerden hun paarden en muilezels opeten, en vielen er onder het garnizoen honderden doden door typhus. In overleg met de Boeren werd de burgerbevolking apart gehuisvest, alwaar zij niet beschoten werden. Ook namen de Boeren de eerste week de zondagsrust in acht.
Kraaipan · Kimberley · Talana Hill · Elandslaagte · Ladysmith (Slag) · Ladysmith (Beleg) · Belmont · Graspan · Modderivier · Stormberg · Magersfontein · Colenso · Spionkop · Vaalkrans · Paardeberg · Boven Tugela · Ladysmith (ontzet) · Poplar Grove · Driefontein · Slag bij Sannaspos · Boshof · Mafeking · Doornkop · Fabersput · Diamond Hill · Witpoort · Elandsrivier (1) · Bergendal · Bothaville · Rhenosterkop · Leliefontein · Nooitgedacht · Helvetia · Middelfontein · Hartbeesfontein · Groenkloof · Duivelskloof · Elandsrivier (2) · Bloedrivierpoort · Bakenlaagte · Groenkop · Tweebosch · Hartrivier · Rooiwal